# 奧普洛特尼察
奧普洛特尼察（斯洛維尼亞語： 發音：[ɔˈploːtnitsa]），是斯洛維尼亞東部奥普洛特尼察市镇的小鎮及行政中心。它位於德拉維尼亞河的左支流奧普洛特尼什契察河上，位於斯洛維尼亞科尼采北邊。當地是下施蒂利亞傳統地區的一部分，現在被包括在波德拉夫統計區中。
位於 Čadram 的堂區教堂是獻給施洗約翰，屬於天主教馬里博爾總教區。它建於1895年至1899年間。

## 外部連結
- Oplotnica on Geopedia （页面存档备份，存于）
- 维基共享资源上的相關多媒體資源：奧普洛特尼察